# Prečno
Prečno je naseljeno mjesto u Republici Hrvatskoj u Zagrebačkoj županiji. Nalazi se u sastavu grada Ivanić-Grada., udaljeno 16 km od Ivanić-Grada. Selo se proteže uzduž toka rijeke Save. 

## Zemljopisni položaj
Prečno se nalazi na 45°39'53" sjeverno od ekvatora i 16°17'45" istočno od početnog meridijana.

## Stanovništvo
Po popisu stanovništva iz 2001. godine, Prečno je imalo 123 stanovnika, a po popisu iz 2011. ima 98 stanovnika.
| broj stanovnika | 500   | 497   | 473   | 527   | 495   | 472   | 438   | 455   | 351   | 349   | 318   | 245   | 202   | 142   | 123   | 98    | 64    |
|                 | 1857. | 1869. | 1880. | 1890. | 1900. | 1910. | 1921. | 1931. | 1948. | 1953. | 1961. | 1971. | 1981. | 1991. | 2001. | 2011. | 2021. |

## Poznate osobe
- Branko Borković

## Kultura
- DVD Prečno

## Vanjske poveznice
- Službene stranice Grada Ivanić-Grada